# Гугуевка
Гугуевка — деревня Кудрявщинского сельсовета Данковского района Липецкой области.

## География
На севере граничит с деревней Бибиково, на юге — с деревней Лобачи. В деревне имеются три улицы: Ветеранов, Новостроек и Садовая.
Через Гугуевку проходят просёлочные и автомобильная дороги.

## Население
| 2010 |
| ---- |
| 106  |

Население деревни в 2009 году составляло 112 человек (47 дворов), в 2015 году — 93 человека.

## Инфраструктура
Гугевка газифицирована и имеет водопроводную сеть. В деревне имеются два магазина.